# Adina (opéra)
Cet article concerne un opéra. Pour le genre de plantes, voir Adina. Pour les autres sens, voir Adina (homonymie).
Adina est une farce opératique en un acte de Gioachino Rossini sur un livret du marquis Gherardo Bevilacqua-Aldobrandini. L'opéra développe le thème populaire de « l'enlèvement au sérail »,. La première eut lieu le 22 juin 1826 au Teatro Nacional de São Carlos, à Lisbonne.

## Composition
Adina a été commandée en 1818 par Diego Ignazio de Pina Manique, commissaire de police de Lisbonne et inspecteur des théâtres portugais . L'opéra était conçu comme un cadeau pour une soprano désormais inconnue qui avait apparemment captivé le surintendant avec ses performances à São Carlos.
Le contrat conclu par Rossini prévoyait un achèvement rapide des travaux, et l'opéra fut terminé l'année même de sa commande. Rossini n'a pas écrit d'ouverture pour l'opéra car aucune n'était spécifiée dans le contrat et il s'est peu intéressé au projet. L'intrigue est très similaire à celle de l'opéra de Francesco Basili de 1819, Il califfo e la schiava, dont le livret a été écrit par Felice Romani, et certains passages apparaissent dans les deux livrets - un mystère qui n'a pas encore été élucidé. Toute la musique n'est pas entièrement originale. Selon l'édition critique 2001 de la partition de Fabrizio della Seta, « Rossini n'a composé à nouveau que quatre des neuf numéros de l'œuvre : l'Introduction, la désarmante Cavatine d'Adina « Fragolette chanceuse » (Les petites fraises porte-bonheur), le Quatuor et le Final ; pour trois autres, il s'est tourné vers l'opéra Sigismondo écrit en 1814 ; les deux autres ont été écrits par un collaborateur. ».

## Historique des performances

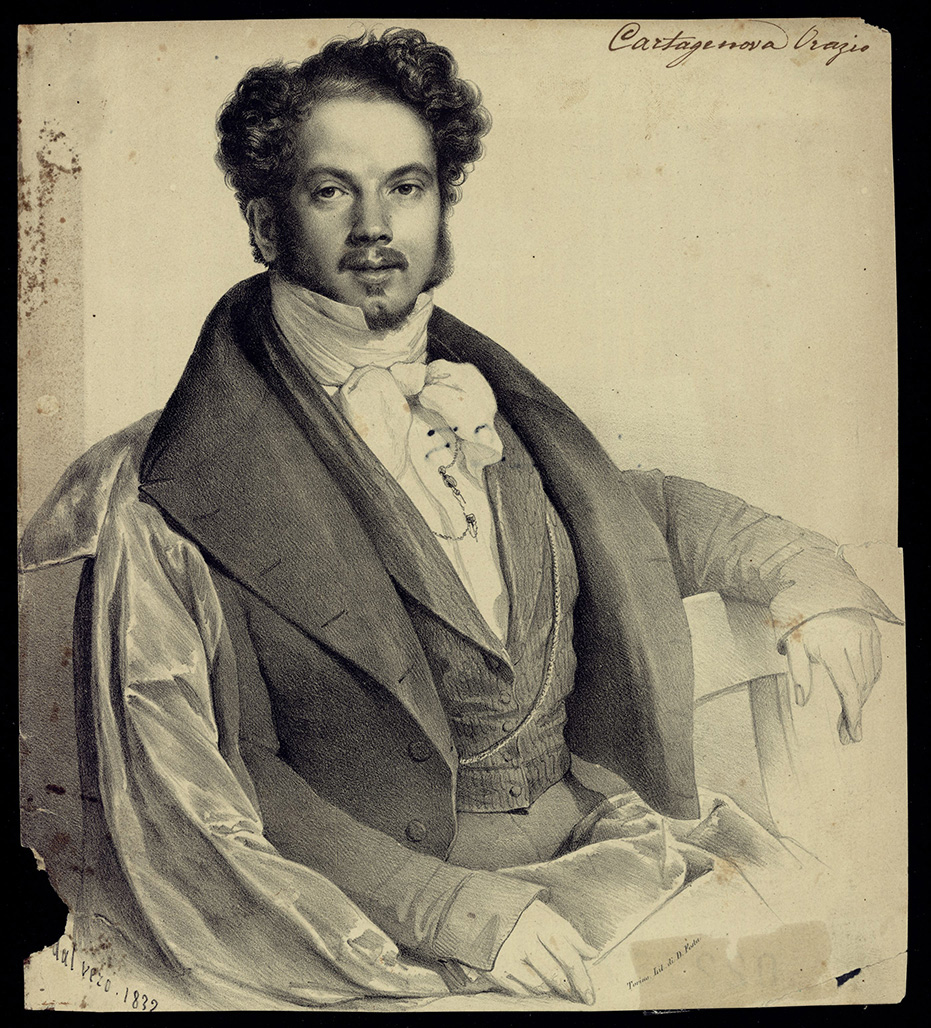
Giovanni Orazio Cartagenova, qui a créé le rôle du Calife

Il n'y a aucune explication apparente concernant l'écart de huit ans entre l'achèvement de l'opéra en 1818 et sa première représentation en 1826. Il n'a été rejoué qu'en 1963 à l'Accademia Chigiana de Sienne. Il a également été mis en scène au Rossini Opera Festival, à Pesaro en 2018, avec Lisette Oropesa dans le rôle-titre.
La musique d'Adina a été décrite comme « un genre un peu plus sérieux que ce à quoi on pourrait s'attendre pour un opéra en un acte, en particulier un opéra désigné comme un farsa (peut-être mieux considéré comme un opéra semi-sérieux dans la veine « sauvetage ») » cet opéra réussissant « à échapper à la pure convention des archétypes et des stéréotypes et à réaliser une unité stylistique ». Richard Osborne dans son Master Musicians: Rossini décrit Adina comme non seulement « un croquis à la plume plutôt qu'un dessin à grande échelle », mais aussi « un heureux rappel de son ancienne habileté de compositeur de farse.» .

## Rôles
| Rôle                               | Type de voix | Première distribution, 22 juin 1826 |
| ---------------------------------- | ------------ | ----------------------------------- |
| Adina, une esclave                 | soprano      | Luisa Valesi                        |
| Selimo, son ancien amant           | ténor        | Luigi Ravaglia                      |
| Le Calife, le père inconnu d'Adina | basse        | Giovanni Orazio Carthagène          |
| Ali, un jeune arabe                | ténor        | Gaspare Martinelli                  |
| Mustafa, jardinier du sérail       | basse        | Philippe Spada                      |
| Chœur d'hommes                     |              |                                     |